# Horizontina
Horizontina es un municipio brasileño del estado de Río Grande del Sur.
Se encuentra ubicado a una latitud de 27º37'33" Sur y una longitud de 54º18'28" Oeste, estando a una altitud de 343 metros sobre el nivel del mar. Su población estimada para el año 2004 era de 18.046 habitantes.
Ocupa una superficie de 231,23 km².

## Celebridades
- Aquí nació la supermodelo Gisele Bündchen.

- Datos: Q785177
- Multimedia: Horizontina / Q785177